# 舒伯特黨
舒伯特黨（Schubertiade，亦有Schubertiad的拼寫法）是專門演奏弗朗茨·舒伯特作品的活動，亦指稱參與活動者。由於活動者均為舒伯特音樂的愛好者，這個詞彙又有「舒伯特之友」、「舒伯特沙龙」及「舒伯特圈」等不同說法。現時，在奧地利施瓦尔岑贝格仍有「舒伯特音樂節」（德語：Schubertiade Schwarzenberg）的系列音樂會，該活動也使用了此一名稱。

## 歷史
在舒伯特生前，活動僅限於好友、音樂愛好者之間，低調地在私人宅邸舉行。1815年起，在Ignaz von Sonnleithner、弗朗茨·馮·朔伯爾以及愛德華·馮·鮑恩菲爾德等達人顯要的住宅，由他們所規劃、捐獻下，此一活動得以持續舉行，並專門演奏舒伯特的作品。此外，他們也吟詩、跳舞，可以說這是一個兼具文學、音樂性質的藝文沙龍。其規模並不一定，少則數人，多至逾百人之譜。

### 舒伯特音樂節
當代的「舒伯特音樂節」則是正式的音樂展演活動，對公眾開放，目的為推廣舒伯特音樂及作品。由男中音赫曼·普莱與藝術經理人Gerd Nachbauer共同創辦，自1976年起，相關活動每年均在霍恩埃姆斯、施瓦尔岑贝格等地舉行，每年有逾八十場次的各類活動，吸引超過三萬五千人進場支持。
另外，在德國埃特林根、德尔茨巴赫、施纳肯堡，瑞士比爾，加泰罗尼亚比拉韦尔特兰，以及盧森堡等地，也有專門演奏舒伯特作品的類似音樂活動。

## 人物
- 弗朗茨·馮·朔伯爾
- 約瑟夫·馮·史潘（英语：Joseph von Spaun）
- 約翰·米夏埃爾·沃格爾（英语：Johann Michael Vogl）
- 約翰·麥耶霍夫（英语：Johann Mayrhofer）
- 愛德華·馮·鮑恩菲爾德
- 約翰·詹格（英语：Johann Baptist Jenger）

## 衍生作品

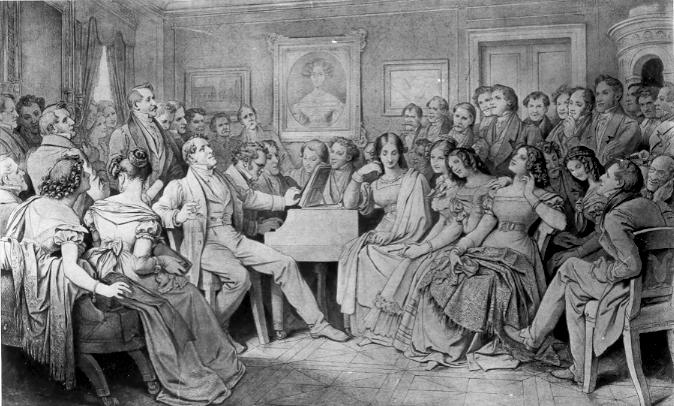
莫里兹·冯·施温德作品，1868年

- 1868年畫作，莫里兹·冯·施温德

- 1897年畫作，尤利烏斯·施密德（德语：Julius Schmid (Maler, 1854)）

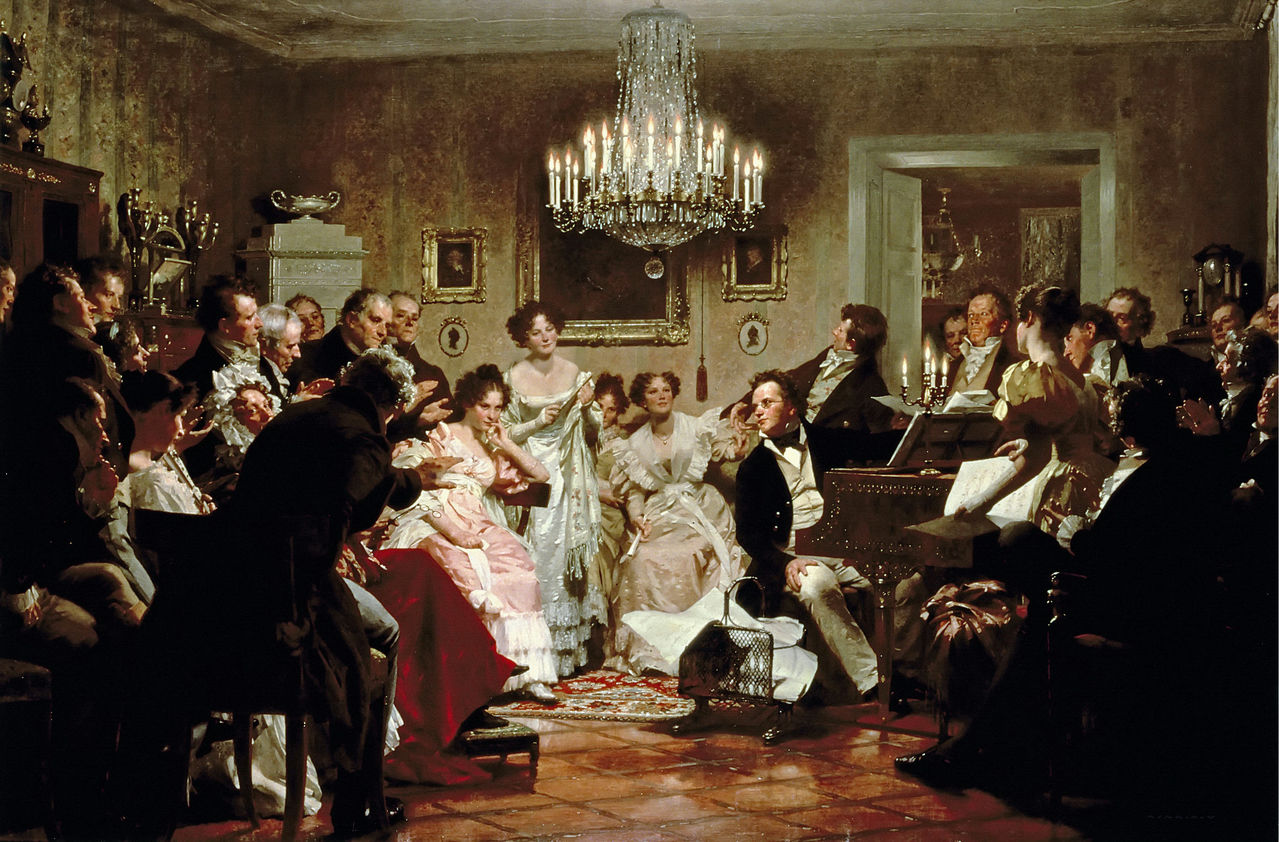
《舒伯特黨》，尤利烏斯·施密德，1897年

- Hyperion Records（英语：Hyperion Records）[譯名請求]商業錄音，1997年3月[7]

## 外部連結
- Schubertiade in Schwarzenberg and Hohenems (Vorarlberg) （页面存档备份，存于）
- Schubertiade Schwarzenberg （页面存档备份，存于）
- Schubertiade im Ettlinger Schloss - Forum für Liedkunst
- Schubertiade Schloss Eyb （页面存档备份，存于）
- Schubertiade Zuerich （页面存档备份，存于）
- Schubertiade Vilabertran （页面存档备份，存于）
- Pasadena Schubertiade （页面存档备份，存于）